# Stanislao Falchi
Stanislao Falchi (Terni (Úmbria), 29 de gener, 1851 - Roma (Laci), 14 de novembre, 1922), va ser un compositor i professor de música italià.
Deixeble de Girolamo Maggi i Salvatore Meluzzi, el 1877 va ser nomenat professor de cant coral al Liceu de Santa Cecília, de Roma, i des de 1883 fins a 1916 va exercir el càrrec de director de cant de les escoles municipals de la dita ciutat.
En el referit establiment docent va ser durant algun temps professor de composició, i més tard va ocupar el lloc de Marchetti com a director de la famosa institució, els concerts de la qual va dirigir amb gran èxit.
Com a compositor va produir les òperes:
- Lorhelia (Roma, 1877);
- Giuditta (Roma, 1887);
- Tartini o Il Trillo del diavolo (Roma, 1899);
- una obertura titulada Julio Cesar, un Rèquiem i algunes altres obres de menor importancia.